# El atajo de Meek
El atajo de Meek (en inglés: Meek's Cutoff) es una película wéstern estadounidense de 2010 dirigida por Kelly Reichardt. La película se proyectó en competición en el 67.º Festival Internacional de Cine de Venecia. La historia se basa libremente en un incidente histórico en la Senda de Oregón en 1845, en el que el guía fronterizo Stephen Meek condujo una caravana en un desafortunado viaje a través del desierto de Oregón a lo largo de la ruta más tarde conocida como Meek Cutoff en el oeste de los Estados Unidos.

## Sinopsis
En 1845, un pequeño grupo de colonos que atraviesa el desierto de Oregón sospecha que su guía, Stephen Meek, no conoce la zona lo suficiente como para trazar una ruta segura. Un viaje que debía durar dos semanas, a través de lo que se conoce como Meek Cutoff, se alarga hasta cinco. Sin una idea clara de adónde se dirigen, las tensiones aumentan a medida que escasean el agua y los alimentos. Las esposas observan, incapaces de participar en la toma de decisiones, cómo sus maridos discuten cuánto tiempo deben continuar siguiendo a Meek.
La dinámica de poder cambia cuando capturan a un nativo solitario y lo retienen con la esperanza de que les guíe hasta una fuente de agua, a pesar del deseo de Meek de matarlo de inmediato. Meek argumenta que no se puede confiar en el nativo, pero el grupo ya no confía en Meek. Más tarde, cuando Meek se dispone a disparar al nativo, interviene la señora Tetherow. Al final, después de que el grupo encuentra la señal positiva de un árbol, Meek se somete a la opinión de la mayoría. El destino del grupo queda ambiguo mientras el nativo sigue caminando.

## Reparto
- Michelle Williams como Emily Tetherow
- Bruce Greenwood como Stephen Meek
- Shirley Henderson como Gloria Blanca
- Tommy Nelson como Jimmy White
- Neal Huff como William White
- Paul Dano como Thomas Gately
- Zoe Kazan como Millie Gately
- Will Patton como Solomon Tetherow
- Rod Rondeaux como El indio

## Recepción de la crítica
El agregador de reseñas Rotten Tomatoes le dio a la película un índice de aprobación del 86% basado en reseñas de 130 críticos, con una puntuación promedio de 7.5/10. Informó el consenso: "Moviéndose a una velocidad contemplativa que no se ve en la mayoría de los westerns, Meek's Cutoff es un viaje intenso y efectivo de terror y supervivencia en la frontera indómita". En Metacritic, que asigna una puntuación media ponderada de 100 a las reseñas de los principales críticos, la película recibió una puntuación media de 85 basada en 36 reseñas.